# Casbia albivertex
Casbia albivertex là một loài bướm đêm trong họ Geometridae.